# 70744 Maffucci
70744 Maffucci este un asteroid din centura principală de asteroizi.

## Descriere
70744 Maffucci este un asteroid din centura principală de asteroizi. A fost descoperit pe 9 noiembrie 1999 la San Marcello Pistoiese de Luciano Tesi și Giuseppe Forti. Asteroidul prezintă o orbită caracterizată de o semiaxă mare de 2,43 ua, o excentricitate de 0,16 și o înclinație de 10,5° în raport cu ecliptica.